# Zennor

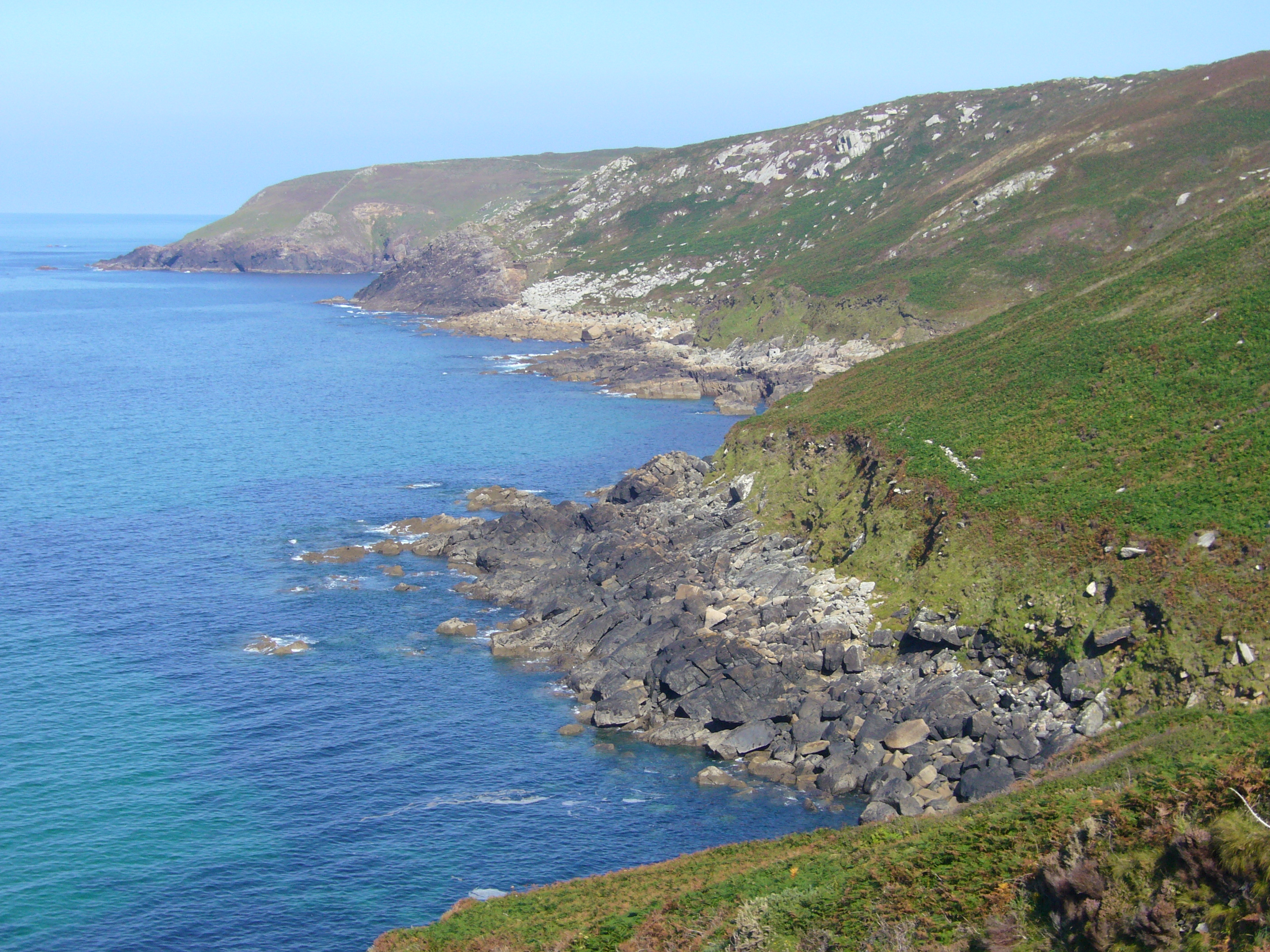
Zennor Head

Zennor (in lingua cornica: Sen Senar) è un villaggio e parrocchia civile della costa atlantica della Cornovaglia (Inghilterra sud-occidentale), appartenente al distretto di Penwith (Cornovaglia occidentale).
La località è nota, tra l'altro, per il promontorio di Zennor Head, che fa parte del paesaggio minerario incluso nel patrimonio dell'umanità dall'UNESCO.

## Etimologia
Il toponimo Zennor deriva dal nome di una santa, patrono del villaggio, ovvero Santa Senara.

## Geografia fisica

### Collocazione
Zennor si trova tra le località Saint Ives e Pendeen (rispettivamente a sud-ovest della prima e a nord-est della seconda), a circa 18 km a nord di Penzance

### Villaggi della parrocchia civile di Zennor
- Zennor
- Boswednack
- Porthmeor
- Treen

## Luoghi d'interesse

### Chiesa di Santa Senara
Tra i luoghi d'interesse del villaggio di Zennor, figura la chiesa di Santa Senara (St Senara's Church), risalente al 1150
All'interno della chiesa si trova la cosiddetta "Mermaid Chair" ("Panchina della/con sirena"), una scultura su cui è raffigurata una sirena. La scultura si rifà ad una leggenda secondo la quale un corista sarebbe stato attirato in mare a Mermaid's Cove da una figura femminile (nota come "sirena di Zennor"), corista, il cui canto sarebbe ancora udibile.
|  |

### Altri luoghi d'interesse
- Zennor Head
- Zennor Quoit, sito preistorico[9][10][11]

|  |

## Zennor nella cultura di massa

### Letteratura
- Il villaggio di Zennor e in particolare la Chiesa di Santa Senara con la "Mermaid Chair" è citato nel romanzo di Elizabeth George La donna che vestiva di rosso (Careless in Red), romanzo ambientato in Cornovaglia[12]
- Nella serie di Ulysses Moore, scritta da Pierdomenico Baccalario, nelle vicinanze di Zennor e di Saint Ives dovrebbe collocarsi lo sperduto paesino di Kilmore Cove, principale ambientazione della stessa.